# Bandera maputxe
Bandera maputxe és cadascuna de les banderes usades com a emblema i símbol per comunitats i organitzacions maputxe tant de Xile com de l'Argentina. D'altra banda, existeixen diverses banderes que representen les diferents comunitats i territoris maputxes a Xile.

## Banderes ancestrals

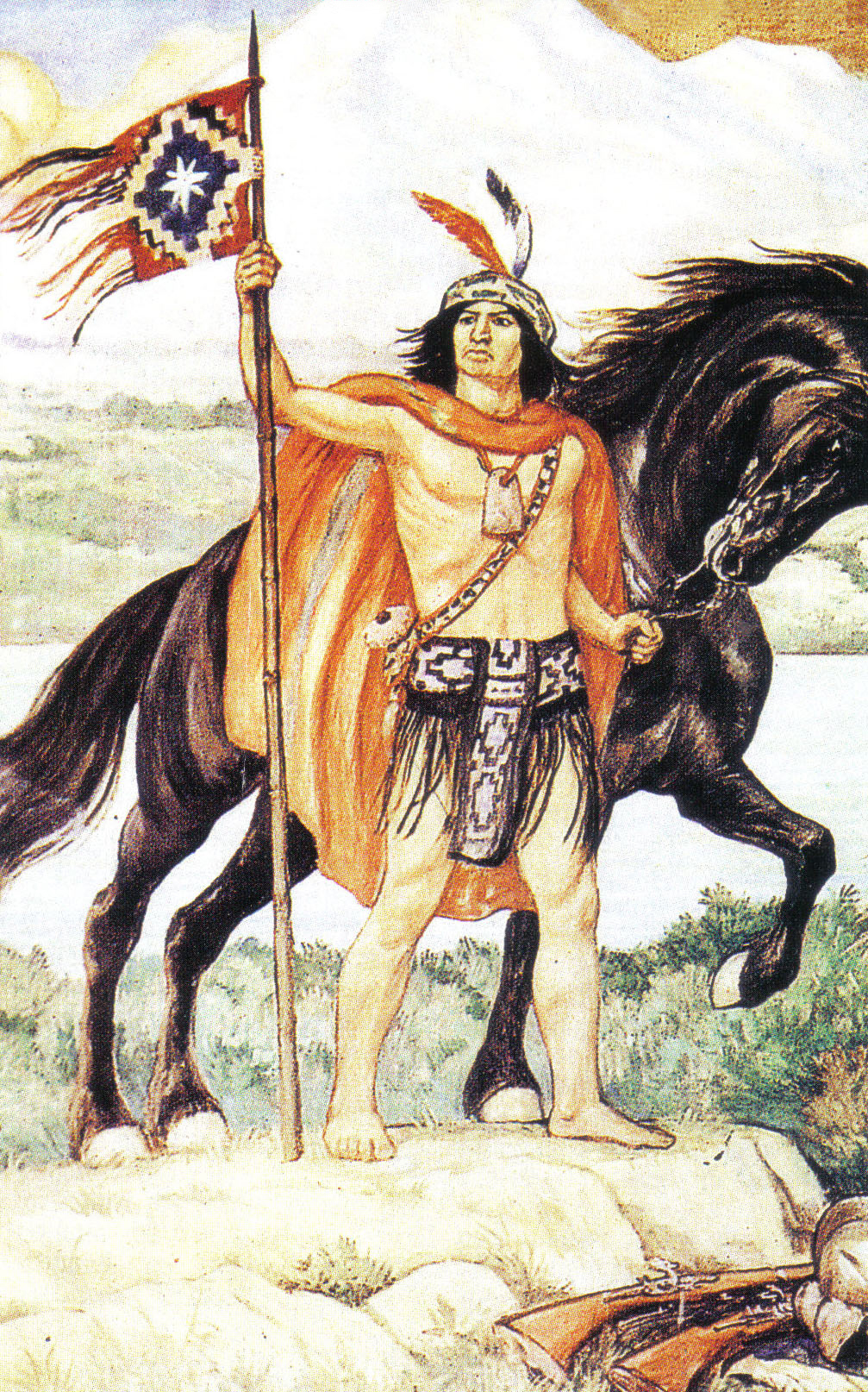
Bandera maputxe segons l'obra El jove Lautaro (1946) de fra Pedro Subercaseaux

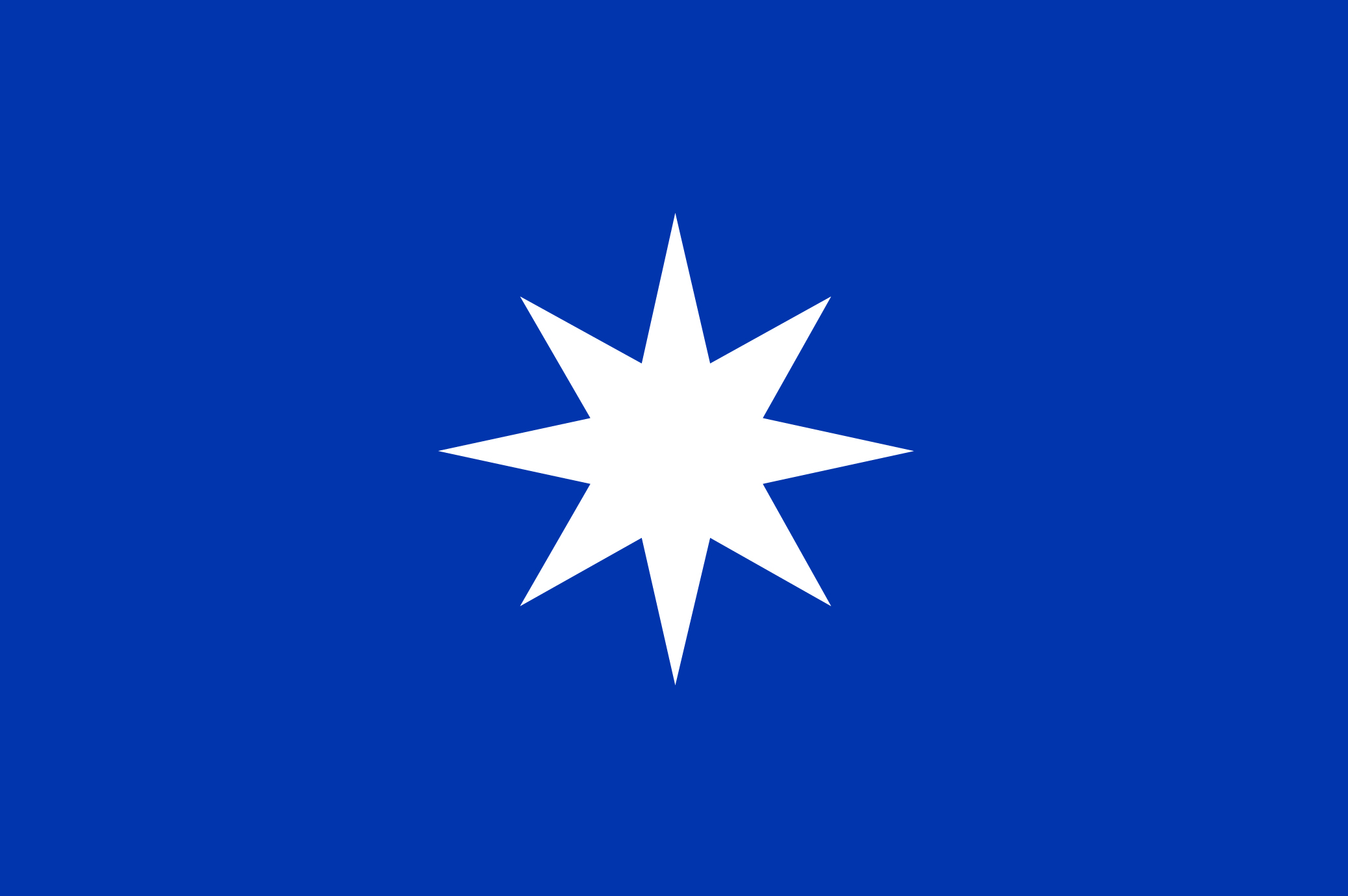
Bandera segons una crònica de 1839, possiblement utilitzada per tropes maputxes al començament del segle XVIII

Bandera segons obra de 1946 de fra Pedro Subercaseaux

La utilització de banderes com a manera de representar a persones, Estats o nacions és un costum iniciat a Europa i la Xina, per la qual cosa és poc probable que, abans de l'arribada dels conqueridors hispans, existissin aquest tipus de distintius.
Els primers registres sobre el possible ús de banderes per part dels pobles aborígens es remunten a les cròniques espanyoles durant la Guerra de Arauco.[cita  Abans d'això, en el Cant XXI del poema èpic L'Araucana (1569), Alonso de Ercilla va descriure a un guerrer anomenat Talcahuano, habitant de les terres pròximes a l'actual ciutat que porta el seu nom, qui era seguit per tropes que portaven emblemes blaus, blancs i vermells.
Descripcions realitzades ja avançat el segle xviii documenten que les hosts maputxes utilitzaven dues banderes, les quals no es coneix la seva antiguititat :
- Segons una crònica de 1839, la primera d'elles estava composta per una estrella blanca sobre fons blau, similar al cantó de l'actual bandera xilena, i hauria estat utilitzada per tropes maputxes al començament del segle xviii.[4]
- La segona d'elles apareix sent onejada pel cacic Lautaro (c. 1534-1557) en la seva representació artística més coneguda, El jove Lautaro (1946), creada per fra Pedro Subercaseaux; tenia una blanca estrella de vuit puntes centrada en una creu o estrella escalonada blava orlada de blanc sobre un fons vermell.[5][6]

L'estrella octogonal usada en aquestes banderes —representació de Wünelfe, Lucero o Venus en la iconografia maputxe— hauria estat l'origen de l'estrella en l'actual bandera xilena. Segons el polític Bernardo O'Higgins, qui va ordenar la seva construcció, l'estrella de la bandera era l'«estrella de Arauco». Encara que actualment la bandera xilena presenta en pentagrama, en els dissenys originals d'aquesta s'incloïa un asterisc de vuit puntes inserit en el centre de l'estrella, símbol del Wünelfe o guñelve, representant la combinació de les tradicions europea i indígena. No obstant això, amb el pas del temps, el disseny es va simplificar quedant únicament l'estrella principal. Segons l'antropòloga Natalia Caniguan, té una dimensió cerimonial i espiritual. Segons el professor Miguel Melin, retrata la primera estrella visible a l'alba, que porta l'arribada del Sol des de l'est, punt de referència primordial per a la cosmovisió maputxe. El seu hissament està autoritzat durant vuit dates anualment al municipi de Temuco, capital de la Regió de la Araucanía.

## Antigues banderes institucionals

### Bandera del Regne de la Araucanía i la Patagònia
El francès Orélie Antoine de Tounens, o Orélie-Antoine I, qui va proclamar el no reconegut Regne de la Araucanía i la Patagònia, va dissenyar en 1861 una bandera que estava formada pels colors blau, blanc i verd disposats en tres franges horitzontals.

Bandera del Regne de la Araucanía i la Patagònia.

### Bandera de la Federació Araucana
En 1934 la Federació Araucana, liderada per Manuel Aburto Panguilef, va crear una bandera representativa de la seva organització, que al seu torn buscava ser l'espai de representació del poble maputxe de l'època. Aquesta bandera va ser utilitzada fins a mitjan dècada de 1940, però el seu ús no va ser seguit per altres organitzacions.

Bandera de la Federació Araucana

## Banderes del Consell de Totes les Terres

### Wenufoye

Bandera que ha estat usada per diverses organitzacions polítiques maputxes des de 1992.

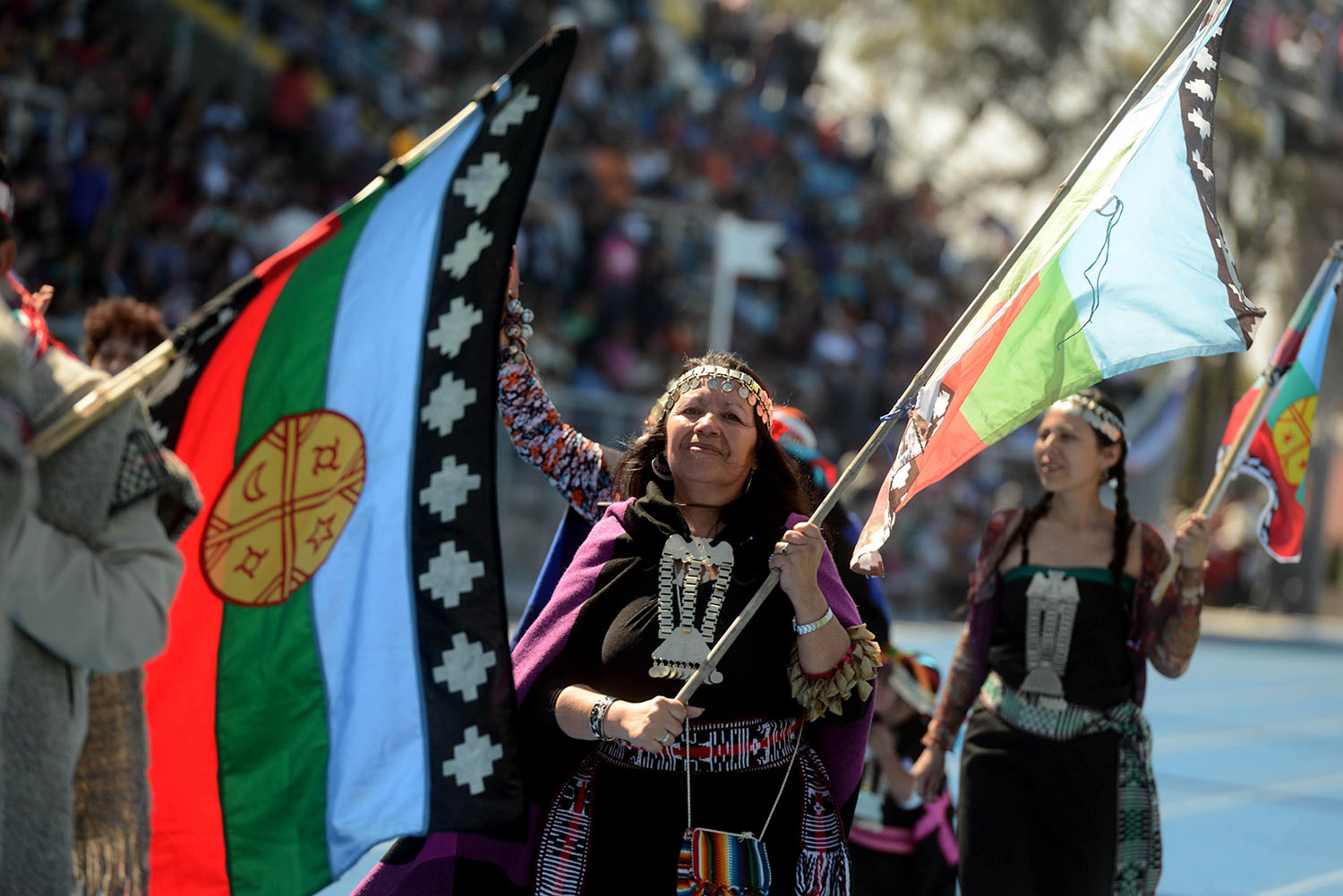
Maputxes portant-la en 2014

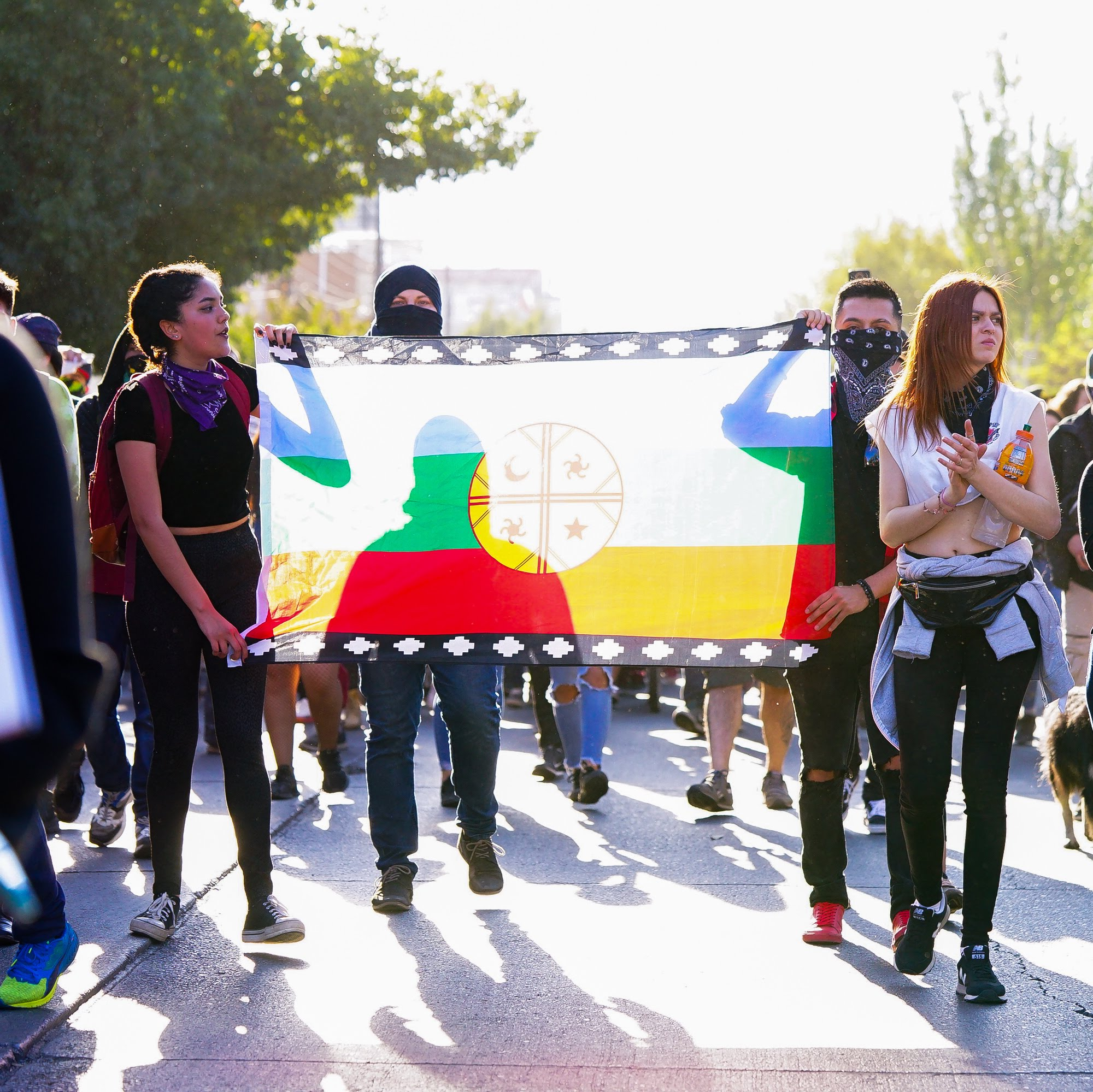
La bandera maputxe contemporània ha estat protagonista de les manifestacions a Xile a l'octubre de 2019.

En 1985 l'agrupació Admapu va aprovar la idea de crear un símbol o emblema representatiu del poble maputxe. Tanmateix, això no va aconseguir concretar-se durant aquest període.
Al març de 1991, l'organització maputxe Aukiñ Wallmapu Ngulam o Consell de Totes les Terres, escindida de Admapu, va realitzar un anomenat per a confeccionar la bandera de la nació maputxe. Prop de 500 dissenys van ser presentats, dels quals es va seleccionar un.
La bandera de la nació maputxe va ser creada el 5 d'octubre de 1992 i se la coneix com Wenufoye (‘Canelo del cel’) —el canelo (Drimys winteri) és un arbre siempreverde que habita en gran part del territori de l'Argentina i Xile. És un dels arbres sagrats del poble maputxe i en el seu idioma es diu foye o foyke—. El 6 d'octubre següent, quan va ser presentada en Temuco, va ser posada fora de la llei pel govern democratacristià de Patricio Aylwin.
Els colors i les figures de la bandera maputxe representen el següent:
- Groc (chod): és el color que representa la renovació; símbol del sol.
- Blau (kallfü): és el color que representa l'abundància, l'ordre, l'univers i la vida; símbol de l'espiritualitat o el sagrat.
- Blanc (lig): és el color que representa la curació, la neteja i la longevitat; símbol de la prosperitat i la saviesa.
- Vermell (kelü): és el color que representa la força i el poder; símbol de la història de lluita del poble maputxe i la memòria.
- Verd (karü): és el color que representa la fertilitat, la naturalesa o la terra, i el poder de curació; símbol del femení.
- Cultrún (kultrung), el tambor maputxe; sobre la seva superfície plana, que representa la superfície de la Terra, està dibuixat el disseny circular de la cosmovisió maputxe: els quatre punts cardinals i entre ells, el sol, la lluna i les estrelles; símbol del coneixement del món.
- Guemil (ngümin), creu o estrella escalonada —similar a la «creu andina» o chacana— o rombe de vora zigzagueante: representa l'art de la manufactura, la ciència i el coneixement; símbol del sistema d'escriptura.

Aquest pavelló està emparat per les normes de la «Llei Indígena» en 1993. Aquesta bandera ha estat àmpliament adoptada com a símbol del poble maputxe, com en el conflicte maputxe, i adoptada de manera oficial en algunes comunes xilenes per al seu ús al costat de la bandera de Xile i la bandera de la localitat, com en els casos de Coyhaique i Pare Les Cases, entre d'altres. Segons l'historiador Fernando Pairican, va ser fruit d'un consens entre comunitats de diferents territoris, amb l'objectiu de posar sobre la taula les reivindicacions maputxes.
A partir de 2010, mitjançant un dictamen de la Contraloría General de la República de Xile, es va autoritzar l'hissament de la bandera, emblema o escut del poble maputxe al costat de la bandera nacional. A partir de setembre de 2011 una campanya entre els municipis de Xile va estimular l'ús de les banderes dels pobles indígenes en algunes festivitats. Aucán Huilcamán, involucrat en la creació d'aquesta bandera, va anunciar al juny de 2017 que demanaria la derogació del decret que autoritza l'hissament de la Wenufoye, perquè considera que la seva fi és representar la lluita del poble maputxe, que no la poden usar institucions o municipis xilens i que la Contraloría no té autoritat sobre el seu ús.

### Banderes de comunitats i territoris a Xile
A més del Wenufoye, en la mateixa ocasió en 1992 es van crear altres cinc banderes per a representar els diferents territoris del poble maputxe a Xile.

Bandera maputxe del territori huenteche.
Bandera maputxe del territori huilliche.
Bandera maputxe del territori lafquenche.
Bandera maputxe del territori nagche.
Bandera maputxe del territori pehuenche.

## Altres banderes

### Banderes huilliches

Bandera del Consell General de Cacics de Chiloé

En el territori de l'arxipèlag de Chiloé i a la província de Osorno, les diferents associacions de comunitats huilliches utilitzen una sèrie de banderes distintives que es diferencien de les utilitzades pel poble maputxe en altres llocs de Xile. Entre aquestes es compten:
- Consell General de Cacics de Chiloé: Està dividida en tres franges horitzontals: la superior és blava, la intermèdia cafè i la inferior verd. A la cantonada superior esquerra s'inclou una estrella groga de vuit puntes.
- Federació de Comunitats Huilliche de Chiloé: Està dividida en quatre franges horitzontals: la superior és blava, la següent és groga, li segueix una franja cafè i la inferior és verda. A la cantonada superior esquerra s'inclou una estrella groga de vuit puntes.
- Associació Indígena Urbana “José Antonio Huenteo Raín”: Està dividida en tres franges horitzontals: la superior és blava, la intermèdia cafè i la inferior verd. Enmig de la bandera s'inclou una estrella groga de set puntes que cobreix parcialment les tres franges.
- Junta General de Cacics de la Fütawillimapu: Aquesta organització basada en la província de Osorno va adoptar una bandera divideixi en dues bandes horitzontals, i que rep el nom de Müpütuwe Ünen Triwe. La meitat superior és blava, i inclou una representació de la lluna i el sol. La meitat inferior és cafè, i entre mitjà de totes dues franges s'inclou arbre de llorer (triwe) acompanyat d'una flama de foc en l'arrel.[18]

### Bandera maputxe-tehuelche

Bandera del poble maputxe-tehuelche.

Va ser creada en 1987 per Julio Antieco, qui va començar les gestions amb comunitats maputxes per a confeccionar una bandera que representés al poble maputxe-tehuelche.
El 3 d'agost de 1991, en la Primera Reunió Provincial de Cacics i Comunitats Aborígens, realitzat en Trevelin, va expressar la intenció de crear un símbol comú. Per mitjà de la llei 4072, publicada el 5 d'abril de 1995, la Província del Chubut la va reconèixer com a «símbol i emblema de les Comunitats Aborígens de la Província». La bandera porta els colors groc, blanc i blau i una punta de fletxa.
La bandera ha cobrat oficialitat per part del Ministeri d'Educació Argentí que ha permès el seu hissament en escoles de la regió i en importants oportunitats per al poble maputxe-tehuelche.
Els colors de la bandera representen:
- Groc: el sol.
- Blau: el cel.
- Blanc: color del cavall sagrat en la rogació.
- Fletxa: simbolitza la guerra —quan el poble maputxe-tehuelche recuperi la seva dignitat com a poble originari i no estigui en guerra, es remourà aquesta fletxa—.